# Tyranówki
Tyranówki (Hirundineinae) – podrodzina ptaków z rodziny tyrankowatych (Tyrannidae).

## Występowanie
Podrodzina obejmuje gatunki występujące w Ameryce Południowej.

## Systematyka
Do podrodziny należą następujące rodzaje:
- Myiotriccus Ridgway, 1905 – jedynym przedstawicielem jest Myiotriccus ornatus (Lafresnaye, 1853) – tyranówka ozdobna.
- Nephelomyias Ohlson, Fjeldså & Ericson, 2009
- Pyrrhomyias Cabanis & F. Heine Sr., 1860 – jedynym przedstawicielem jest Pyrrhomyias cinnamomeus (d’Orbigny & Lafresnaye, 1837) – tyranówka cynamonowa.
- Hirundinea d’Orbigny & Lafresnaye, 1837 – jedynym przedstawicielem jest Hirundinea ferruginea (J.F. Gmelin, 1788) – tyranówka klifowa.